# Riu de Perles
El riu de Perles és un barranc de l'Alt Urgell, que neix al costat del poble de Perles, al confluir-hi el riu d'Alinyà i la rasa de Portell, i desemboca al pantà d'Oliana.